# À l'Écu d'or ou la Bonne Auberge
À l'Écu d'or ou la Bonne Auberge è un cortometraggio muto realizzato in Francia nel 1908 e diretto da un regista rimasto anonimo. Il film, della durata di poco più di 4 minuti, rientra nella categoria dei film pornografici, di cui è considerato uno dei primi mai girati. A contendergli il primato di primo film pornografico della storia è un cortometraggio intitolato El Sartorio, di supposta origine argentina, che sarebbe stato realizzato nel 1907; tuttavia non esistono prove definitive circa l'anno di realizzazione di quest'ultimo, che, secondo altre fonti, potrebbe essere stato girato nel 1930 a Cuba.

## Trama
Durante una guerra, un moschettiere affamato si presenta al portone di una locanda. Dopo che gli è stato detto che non c'è più nulla con cui sfamarlo, una giovane e carina cameriera si offre di soddisfare perlomeno il suo appetito sessuale. Una volta giunti in camera da letto, i due scoprono un'altra cameriera intenta a masturbarsi con un aspirapolvere e, unendosi a lei, danno il via a un rapporto a tre.
Le varie pratiche messe in atto dai tre vengono descritte come portate di un menù, con il genere pornografico che scopre così il gioco simbolico del linguaggio e dell'erostimo. Nel film si hanno così il Paté de Moustaches, la Langue Fourrée, il Sandwich au Concombre e il Bouchée à la Reine, con quest'ultimo piatto, ad esempio, utilizzato per indicare una fellatio.